# Damaliscus superstes
El tsessebe de Bangweulu (Damaliscus superstes) es una especie de mamífero artiodáctilo perteneciente a la familia Bovidae que habita en el noreste de Zambia. Cotterill describió los tsessebes del noreste de Zambia al sur de las planicies de Bangweulu como una nueva especie basado en las diferencias del pelaje y la morfología craneal.